# CYCLADES
CYCLADES 컴퓨터 네트워크(프랑스어 발음: [siklad])는 1970년대 초에 만들어진 프랑스 연구 네트워크였다. 이는 패킷 교환 개념을 실험하는 선구적인 네트워크 중 하나였으며 아파넷(ARPANET)과 달리 인터네트워킹을 용이하게 하도록 명시적으로 설계되었다.
CYCLADES 네트워크는 네트워크 자체의 중앙 집중식 서비스가 아닌 호스트가 안정적인 데이터 전달을 담당하도록 만든 최초의 네트워크이다. 데이터그램은 안정적인 전달을 보장하지 않고 최선의 노력만 시도하는 전송 프로토콜을 사용하여 네트워크에서 교환되었다. 호스트가 오류 수정을 수행하도록 네트워크에 권한을 부여하기 위해 네트워크는 나중에 엔드투엔드 원칙으로 알려진 개념인 엔드투엔드 프로토콜 투명성을 보장했다. 이렇게 하면 네트워크 설계가 단순화되고 네트워크 대기 시간이 줄어들며 단일 지점 오류가 발생할 가능성이 줄어든다. 이러한 개념에 대한 경험을 통해 ARPANET 프로젝트에서 인터넷 프로토콜의 주요 기능을 설계하게 되었다.
이 네트워크는 현재 인리아(Inria)로 알려진 프랑스의 컴퓨터 과학 국립 연구소인 컴퓨터 과학 및 자동화 연구소(Institut de Recherche en Informatique et en Automatique, IRIA)를 통해 프랑스 정부의 후원을 받았으며 이 연구소는 조정 기관 역할을 했다. 여러 프랑스 컴퓨터 제조업체, 연구 기관 및 대학이 이러한 노력에 기여했다. CYCLADES는 루이 푸진(Louis Pouzin)이 디자인하고 감독했다.

## 같이 보기
- 인터넷의 역사